# Isfjorden (Svalbard)
78°15′N 14°40′Ø / 78.250°N 14.667°Ø
Isfjorden er en fjord på vestsiden af Spitsbergen på Svalbard. På sydsiden af fjorden ligger halvøen Nordenskiöld Land, og på nordsiden Oscar II Land og Dickson Land. Isfjorden udmunder i Nordishavet med afgrænsningerne Kapp Linné og Isfjord radio på sydkysten og Daudmannsodden på nordkysten. Fjorden er 107 km lang og er den næstlængste fjord på Svalbard efter Wijdefjorden på 108 km. På det bredeste sted er fjorden omkring 24 km bred. Fra Isfjorden udgår der flere sidefjorde: Grønfjorden (med Barentsburg), Adventfjorden (med Longyearbyen), Sassenfjorden, som inderst hedder Tempelfjorden, Billefjorden (med Pyramiden) og Nordfjorden, som deler sig i Dicksonfjorden og Ekmanfjorden.
Fjordmundingen er præget af afrundede fjelde af foldet grundfjeld. På sydsiden, indenfor Grønfjorden, er der plateauformet fjeld på op mod 1 000 meters højde. Disse fjelde er aflejringer fra devon- og tertiærtiden, og de tertiære lag indeholder kul.
Rundt om fjorden ligger flere af de nuværende og tidligere beboede områder på Svalbard: Barentsburg, Longyearbyen og de nedlagte Brucebyen, Ankershamn, Grumantbyen, Moskushamn og Pyramiden. Yderst i fjorden, på sydsiden, ligger den nedlagte radiostation Isfjord radio. Ved Isfjorden ligger også Norges eneste kulkraftværk, Longyear Energiverk.
På grund af lokale klimatiske forhold har nordsiden af Isfjorden flere isbræer, hvis front ligger i havet, mens der på sydsiden kun er isbræer inderst i Grønfjorden, og de ender alle på land. Der ligger tre fuglereservater i Isfjorden: Kapp Linné, Boheman og Gåsøyane.

## Geografi

### Landskab
Isfjorden skærer sig relativt dybt ind i landet og omkranses af høje fjelde, specielt langs sydkysten og inderst mod øst. Fjorddybden er indtil 250 meter, mens fjeldene mod syd når op i 1.050 moh. og mod øst 1.106 moh. langs fjorden. På nordkysten er fjeldene noget lavere, og der er en del lavlandsområder langs kysten.
Landområderne omkring fjorden er de følgende, anført med uret fra nordvest til sydvest:
- Oscar II Land
- James I Land
- Dickson Land
- Bünsow Land
- Sabine Land
- Nordenskiöld Land

### Sidefjorde
Udefra og indad er Isfjordens sidearme med forgreninger de følgende, listet med uret fra Daudmannsodden i nordvest til Kapp Linné i sydvest:
- Ymerbukta
- Borebukta
- Nordfjorden
  - Yoldiabukta
  - Ekmanfjorden
  - Dicksonfjorden
- Billefjorden, med den tidligere bebyggelse Pyramiden
- Sassenfjorden
  - Tempelfjorden
- Adventfjorden, med bebyggelsen Longyearbyen
- Colesbukta
- Grønfjorden (med bebyggelsen Barentsburg og det nedlagte Ankershamn)

### Bebyggelser
Omkring fjorden findes de to største bebyggelser på Svalbard, Barentsburg og Longyearbyen. Desuden ligger der flere nedlagte minedriftsamfund rundt om fjorden, som Moskushamn, Brucebyen, Grumantbyen, Ankershamn og Pyramiden. Den nu automatiserede radiostation Isfjord radio ligger yderst i fjorden på dennes sydside.
Longyearbyen
Longyearbyen er Svalbards administrationscenter og ligger i Adventfjorden. Byen har 2 075 indbyggere (marts 2007) og er en af verdens nordligste bebyggelser. De allerfleste indbyggere er nordmænd, men næsten 40 nationaliteter er repræsenteret. Der er fri adgang til at bosætte seg i Longyearbyen for borgere fra alle de stater, som har underskrevet Svalbardtraktaten.
Stedet blev oprettet i 1906 af John Munroe Longyear (1850–1922). Han var hovedejer af minedriftselskabet Arctic Coal Company med hovedkontor i Boston i USA. Minerne og byen blev i 1916 købt af Store Norske Spitsbergen Kulkompani. Longyearbyen blev afbrændt og ødelagt af tyske styrker den 8. september 1943, men genopbygget efter anden verdenskrigs afslutning.
Tidligere var Longyearbyen en ren mineby, men fra begyndelsen af 1990-tallet har samfundet ændret sig. Mens der tidligere var flere miner i gang omkring Longyearbyen, er det nu kun mine 7, som er i drift. Den producerer ca. 60 000 ton kul om året, hvoraf halvdelen går til Longyear Energiverk, landets eneste kulkraftværk. I dag er turisme, forskning og uddannelse vigtige næringsveje ud over minedriften. Longyears lufthavn har flyforbindelse til fastlandet hele året.
I 2002 blev der indført lokalt selvstyre i Longyearbyen, hvor det folkevalgte organ Longyearbyens lokalstyre blandt andet fik ansvar for infrastruktur og samfunds- og arealplanlæning.
Grønfjorden (Green Harbour)
Det første samfund på Svalbard blev etableret i Grønfjorden under navnet Green Harbour, eller Ankershamn. Her var der fangststation fra 1905 og postkontor fra 1908. Da Telegrafvesenet anlagde den første norske radiostation her i 1911, blev stedet det reelle center på Svalbard. Spitsbergen radio dækkede hele Ishavet og var en forudsætning for Norges krav på øgruppen. Efter underskrivelsen af Svalbardtraktaten i 1925 blev der indsat en norsk "sysselmann" i Green Harbour.
I 1929 flyttede både sysselmanden og telegrafstationen ind til Longyearbyen, men man kan fortsat se resterne efter fjeldantennen på Skjæringa. Allerede i 1930 blev Isfjord radio oprettet yderst i Isfjorden, da denne ydre placering lå nærmere skibstrafikken, og da der var sovjetisk ønske om bedre støtte til skibstrafikken fra fjordmundingen og ind til de sovjetiske minebyer.
Barentsburg
Barentsburg er en mineby med cirka 500 indbyggere (2007), næsten udelukkende af russisk og ukrainsk nationalitet. Barentsburg ligger vest for Grønfjorden omkring 40 kilometer fra Longyearbyen i luftlinje, og den nås enten med snescooter om vinteren eller med båd i den isfrie tid. Stedet kan naturligvis også nås med helikopter, og der findes en mindre landingsplads på Heerodden lige uden for byen. Byen har hotel, forsamlingslokale, museum, idrætshal med svømmebassin og andre bebyggelser. Indbyggerne er i stort omfang selvforsynende med grøntsager fra eget drivhus, og man har kvæghold. Der er norsk postkontor på hotellet.
Den helt dominerende arbejdsgiver er det russiske mineselskab Trust Arktikugol. Barentsburg blev hårdt ramt efter flyulykken på Operafjellet i 1996, hvor alle passagererne omkom.
Den russiske konsul på Svalbard har kontor i Barentsburg og sysselmannen på Svalbard udøver også her den sædvanlige politi- og domsmyndighed, som er gældende for Svalbard.
Isfjord radio
Isfjord radio er en radiostation på Kapp Linné, yderst på sydsiden af Isfjorden. Stationen er i dag automatiseret og fjernstyret fra Bodø radio. Bygningerne, som tilhørte radiostationen, bliver om vinteren benyttet til overnatning for turister. Om sommeren er de for det meste ikke i brug, bortset fra ved enkelte mastergradskurser, som afholdes af UNIS. Stationen får strøm fra en dieseldrevet generator.
Isfjord radio blev oprettet før anden verdenskrig efter forespørgsel fra Sovjetunionen, fordi de vanskelige is- og vejrforhold kunne give problemer for skibsfarten til minebyerne i Isfjorden. Et sovjetisk skibsforlis var den udslagsgivende årsag, og en bemandet radiostation med et fyrtårn var på plads i 1930'erne. Da Svalbard blev evakueret i 1941, blev byerne nedrevet eller brændt. Lige efter krigens slutning blev radiostationen genopbygget på samme sted som før. I 1957 – 58 blev stationen udvidet med en ny hovedbygning og et nyt generatorrum. Isfjord radio ejes i dag af Store Norske Spitsbergen Kulkompani.
Grumantbyen
Grumantbyen er en rømmet sovjetisk bosættelse, der blev forladt i 1961–62. Stedet ligger lige sydvest for Longyearbyen og nordøst for Colesdalen. "Grumant" var et toponym, som tidligere blev brugt om hele Svalbard, og som kan være en forvanskning af "Grønland".
Den første bebyggelse i området blev opført omkring 1910. Det sovjetiske selskab Trust Arktikugol drev minedrift i Grumantdalen, men nedlagde driften på grund af vanskelige havneforhold og faldende produktion. Udskibning af kul skete fra Colesbukta, og det ankom fra Grumantbyen via en 40 cm smalsporet jernbane. I efterkrigstiden var Grumantbyen den største by på Svalbard med op mod 1.200 indbyggere. Trust Artikugol har ønske om at genoptage minedriften i området, men i stedet for at genopbygge Grumantbyen ønskes det at få anlagt en vej til Barentsburg.
Over Grumantbyen ligger fjeldene Grønberget og Lindströmfjellet.
Moskushamn
Moskushamn er en tidligere mineby i Adventfjorden, på den modsatte side af fjorden i forhold til Longyearbyen. Minebyen blev etableret i 1917, og indgangen til minen ligger 582 moh. Efter 1921 har der kun været periodisk minedrift; det sidste driftsår var 1940. Kulminedriften på nordsiden af Adventfjorden begyndte i Advent City i 1905. Kullet var af dårlig kvalitet, og driften blev efter kort tid indstillet. I 1917 flyttede Fredrik Hiorth og selskabet De Norske Kulfelter Spitsbergen dele af anlægget længere ind i fjorden til det, som blev Hiorthhamn. Byen ligger ved fjordbredden, ved foden af Hiortfjellet (786 moh). Mineindgangen ligger 582 moh og går under navnet Sneheim.
Moskushamn består i dag af en række bygninger og tekniske anlæg, specielt svævebaner, og mængder af efterladt materiel. Svævebanens endestation på molen er velbevaret og istandsat for nogle år siden. Mange af bygningerne i Moskushamn bruges som fritidshuse, hvilket har medvirket til at bevare dem.
Efter Ny-Ålesund er det Moskushamn, som har flest fredede kulturminder på Svalbard.
Pyramiden
Byen Pyramiden blev grundlagt af svenske interesser i 1910 og solgt til det sovjetiske, senere russiske, mineselskab Trust Arktikugol i 1927. Pyramiden har sit navn fra det pyramideformede fjeld, som ligger i nærheden (i sidefjorden Billefjorden). Bosættelsen havde på sit højeste over 1.000 indbyggere. Trust Arktikugol lukkede kulminedriften i Pyramiden i april 1998 efter 53 års uafbrudt drift. Siden vinteren 1998/99 har Pyramiden været ubeboet.
Det er ingen restriktioner for at besøge Pyramiden, men besøgende må ikke gå ind i nogen bygning uden tilladelse. Longyearbyen ligger omtrent 50 km længere mod syd, og Ny-Ålesund 100 km mod vest.

## Biologi
Isfjorden med de omkringliggende områder er efter svalbardmålestok et højproduktivt område. Havfugle findes i stort antal om sommeren og er koncentreret i store ynglekolonier. Alle de sædvanlige arter fra fuglefjelde er repræsenteret, som søkonge, lunde, polarlomvie, gråmåge, tejst, mallemuk og ride. Alle disse arter undtagen gråmåge yngler i Templet i Sassenfjorden og i Skansbukta i Billefjorden. Fuglefjeldene inden for Grumant har de samme arter, men ikke mallemukker. I Fjordnibba i Tempelfjorden og Gipshuken på Billefjordens sydøstside er der ikke søkonger. På Diabasodden er både søkonge og mallemuk fraværende. I Tschermakfjellet i Nordfjorden er polarlomvie, mallemuk og ride de dominerende arter, mens der i Alkhornet findes lunde, polarlomvie, tejst og ride. Nøisdalen og Borgen inderst i Dicksonfjorden har store mallemukkolonier.
Tre af Svalbards fuglereservater ligger i Isfjordområdet, Kapp Linné ved Isfjord Radio med bramgås, edderfugl, kongeedderfugl, havterne, stenvender, havlit, sortgrå ryle, thorshane, almindelig kjove og stor præstekrave. Gåsøyane fuglereservat ved mundingen af Billefjorden er et ramsarområde og har en stor ynglebestand af edderfugl, bramgås, kortnæbbet gås, knortegås, havterne, thorshane, gråmåge og svartbag. Boheman fuglereservat har stor ynglebestand af edderfugl, bramgås, gråmåge og svartbag.
De fleste af de 800–1.500 svalbardryper (en underart af fjeldrype), som hvert år skydes på Svalbard, bliver nedlagt i området omkring Isfjorden.
Af pattedyr findes isbjørn, ringsæl, remmesæl, svalbardren og polarræv. Moskusokser blev udsat i Moskushamn i 1929, men uddøde i 1985. Isbjørne kan observeres i Isfjordområdet selv om sommeren, oftest ved brækanterne på fjordens nordside, hvor isbjørnens hovedføde ringsæl og remmesæl befinder sig. Syd og øst for Isfjorden findes Svalbards største bestand af svalbardrener, hvoraf der på Nordenskiöld Land er anslået at være 4.000 dyr.

## Historie

### De første kulkompanier
Sommeren 1899 kom ishavsskipperen Søren Zachariassen til Tromsø med 600 hl kul fra Bohemanneset og andre steder ved Isfjorden. Dette parti anses som det første. der blev solgt fra Svalbard, men allerede i hvalfangertiden kendte man til kulforekomsterne på øgruppen. Et af de første ton kul, som Zachariassen solgte, var til en lystbåd ejet af Albert 1. af Monaco.
Zachariassen havde kendt til de gode kulforekomster allerede fra 1862, men fik ikke økonomisk udbytte af sin indsats. I 1900 fortalte han om sine kulfund og gav kulprøver til ishavsskipperen Henrik Næss. Næss' interesse blev vakt, og sammen med tre andre interesserede sendte han otte mand til øgruppen for at tage "et eller andet kulfelt i besiddelse".
Nordmændene kom som de første i gang med kulproduktion i 1903. Senere kom også andre nationaliteter til, og disse havde som regel større viden om kulproduktion og større økonomisk formåen. Kampen om kulfelterne øgedes, og der blev opsat ejerskabsskilte, som blev revet ned af andre. Nordmændene kom til kort, og i 1906 solgte Henrik Næss og hans forretningspartnere deres selskab Trondhjem-Spitsbergen Kulkompani til det amerikanske Arctic Coal Company.

### Etablering af Longyearbyen
I 1901 var den amerikanske forretningsmand John Munroe Longyear fra Michigan på krydstogt til Svalbard sammen med sin familie. På turen så han Christian Michelsens kulekspedition i Calypsobyen i Recherchefjorden på det sydlige Spitsbergen. Longyears blev interesseret i øgruppens kulforekomster, og sommeren 1903 kom han tilbage til Adventfjorden, hvor Longyearbyen i dag ligger.
Der blev indsamlet kulprøver fra Trondhjem-Spitsbergen Kulkompanis prøvefelter i Blomsterdalen og fra fjeldsiden oven for Hotellneset. De blev bragt tilbage USA, hvor de blev analyseret og fundet gode. De områder, som ejedes af Trondhjem-Spitsbergen Kulkompani var til salg, og Longyear så de muligheder, som lå i minedrift på Spitsbergen, men han var tilbageholdende med at investere kapital i et område, hvor de retslige forhold var uklare. Først da det norske udenriksdepartement i maj 1904 bekræftede, at Spitsbergen var et ingenmannsland, indledte Longyears selskab Ayer & Longyear forhandlinger med Trondhjem-Spitsbergen Kulkompani om en overtagelse. Købekontrakten blev underskrevet i oktober 1904, hvorved Trondhjem-Spitsbergen Kulkompani modtog 18.000 norske kroner kontant og 50.000 norske kroner i aktier i det nystiftede selskab Arctic Coal Company (ACC).
Den første ekspedition kom til Adventfjorden 2. juni 1905 med skibet DS "Ituna" og blev ledet af Longyears nevø William D. Munroe. De begyndte at grave i fjeldsiden og annekterede flere områder i Isfjorden på vegne af Ayer & Longyear. I slutningen af maj 1906 forlod skibet "Primo" Trondhjem med kurs mod Adventfjorden med William D. Munroe og hans hest om bord sammen med 50 mand, et skibsdæk fyldt med tømmer og et halvt ton dynamit. Skibet ankom 10. juni, og mandskabet blev indlogeret i det gamle hotel fra 1896 på Hotellneset, hvilket markerede begyndelsen på det første år med ordinær minedrift. Der blev opført ti huse, etableret vandtilførsel, og konstruktionen af den svævebane, som skulle fragte kul fra mineåbningen til havnen, blev påbegyndt. I løbet af det første år blev minegangen 65 meter lang i et kullag på 1,30 meter. DS "Ituna", som hele efteråret havde fragtet kul til fastlandet, afsejlede sidste gang før vinteren fra Svalbard den 2. oktober og medtog dem, der ikke skulle overvintre. Af de 50 mænd, som kom til Svalbard, blev 22 tilbage for at overvintre.
Efter fem års drift havde Arctic Coal Company brugt 1,5 millioner kroner, uden at produktionen og lønsomheden var på tilfredsstillende niveau. Mineselskabet havde tekniske problemer, kulpriserne var lave, der var arbejdskonflikter og stridigheder med norske myndigheder i forbindelse med skibskontrol, ejendomsskatten på selskabets ejendomme på fastlandet og endelig uoverensstemmelser om oprettelse af en telegrafforbindelse. De norske telegrafmyndigheder nægtede Arctic Coal Company tilladelse til at opsætte en relæstation i Finnmark, som kunne oprette telegrafforbindelse mellem minesamfundet og USA. I stedet opsatte Telegrafvæsenet lidt senere sin egen station på Finneset i Grønfjorden i 1911.
Denne station fik stor betydning året efter, da der blev indført radiopligt i Nordatlanten som følge af Titanics forlis. I 1930 blev kortbølge-radiotjenesterne udvidet ved etableringen af Isfjord radio helt ved fjordmundingen for at sikre den udsatte skibsfart til minehavnene længere inde. Efter etableringen af Telenor Svalbard i Longyearbyen flyttede hovedsenderen en tid til lufthavnen, hvorfra der blev drevet kombineret kyst- og lufthavnsradio helt frem til 1995.
I sommeren 1912 var der en omfattende strejke i Longyear City, hvor svenske syndikalister spillede en central rolle. Arbejdskonflikten førte til, at 238 arbejdere blev sendt tilbage til fastlandet. Der var ofte strejker i minerne, blandt andet i første driftsår og i alle årene mellem 1910 og 1913. Strejkerne udløstes som regel ikke af lønspørgsmål, men af de dårlige levevilkår som trange boligforhold, dårlig hygiejne, dårlig mad og kulturforskelle mellem norske arbejdere og amerikanske ledere.
Energiforsyningen blev stabil, da en kuldrevet kraftstation blev opført i 1920. Den blev i 1982 erstattet af det mere moderne kulkraftværk Longyear Energiverk med tilhørende fjernvarmenet.

### Anden verdenskrig
Ved udbruddet af anden verdenskrig udgjorde den samlede befolkning på Svalbard 900 nordmænd og 2.000 sovjetiske statsborgere, og frem til august 1941 foregik der normal drift og udførset på både norsk og sovjetisk side.
Efter Tysklands angreb på Sovjetunionen den 22. juni 1941 satte De Allierede den 31. juli vagt ved alle minerne. Alle sovjetiske statsborgere blev evakueret til Rusland på britiske krigsskibe i slutningen af august, mens nordmændene blev ført til Storbritannien om bord på Empress of Canada den 3. september. Samtidig blev alle strategiske ressourcer som kul- og olielagre, kraftstationer og radiostationer destrueret. Norske styrker blev stationeret i Longyearbyen, Barentsburg og Sveagruva.
Fra Store Norske Spitsbergen Kulkompani og fra de norske myndigheder blev der gjort forsøg på at kombinere garnisonsetableringen med genoptagelse af driften, men forsøgene mislykkedes. I maj 1942 var Operation Fritham et forsøg på at etablere en norsk station.
Tyske styrker angreb Longyearbyen den 8. september 1943 med blandt andet slagskibet Scharnhorst, og både byen og Mine 2 blev skudt i brand. Sverdrupbyen, som ligger længst inde i Longyeardalen blev ikke ramt og var derfor intakt efter krigens afslutning. De store ødelæggelser efter angrebet skabte en ny økonomisk krise for Store Norske Spitsbergen Kulkompani. Selskabets bestyrelsesformand, Hilmar Reksten, mente at den norske stat måtte erstatte krigsødelæggelserne. Løsningen blev, at selskabet optog statslige lån i 1943, 1944 og 1946, og at staten stillede garanti for lån i private banker i 1945. I 1948 blev Store Norske Spitsbergen Kulkompani tilkendt 16,5 millioner kroner af krigsskadekassen for bygninger.

### Tiden efter anden verdenskrig
Efter anden verdenskrig begyndte en total genopbygning af Barentsburg og Longyearbyen, hvor Store Norske Spitsbergen Kulkompani brugte store beløb på Longyearbyen. Produktionen begyndte først i Mine 1, men blev i 1951 erstattet af Mine 2. I 1963 var årsproduktionen i de norske miner 430.000 ton, hvoraf 170.000 ton blev eksporteret.
I 1975 åbnede den første helårsflyveplads i Longyearbyen, efter at regeringen havde nedsat et udvalg i 1964 til at vurdere transportbehovene og mulighederne for bedre forbindelse mellem Svalbard og fastlandet. De alternativer, som blev vurderet, var bygning af en isbryder eller en lufthavn, men udvalget anbefalede en lufthavn for at sikre forbindelsen hele året, og i 1971 blev anlæggelsen vedtaget. Der blev udsendt en orientering til Svalbardtraktatens parter, hvori det blev præciseret, at lufthavnen ville være åben for alle traktatlandenes statsborgere og kun ville blive benyttet til civile formål. Lufthavnen blev officielt åbnet den 14. august 1975 ved 50-årsjubilæet for Norges overtagelse af suveræniteten over Svalbard.
En installation af global betydning ved fjorden er Svalbard satellittstation (Svalsat), som siden 1997 drives af Kongsberg Satellite Services på Platåberget oven over lufthavnen og Longyearbyen. Denne station har 7 antenner og nedtager data fra den japanske solsatellit Hinode, og fra vejr-, miljø- og klimasatelitter fra Den europæiske rumfartsorganisation (ESA), NOAA, NASA og andre udenlandske organisationer. Stationen har 14 cirkumpolare passager hvert døgn og indhenter blandt andet alle billeddata, som tages af ismasserne over Nordpolen. I 2003 udlagde Norsk Romsenter og Telenor et dobbelt søkabel fra Tromsø til Isfjorden til sikring af overførsel af al tele- og datatrafik til og fra Svalbard uanset vejrforholdene.

## Naturbeskyttelsesområder
I Isfjorden ligger nationalparkerne Nordre Isfjorden og Sassen-Bünsow Land, fuglereservaterne Boheman, Gåsøyane og Kapp Linné, samt geotopbeskyttelsesområdet Festningen. Begge nationalparker og geotopbeskyttelsesområdet blev oprettet den 26. september 2003, mens de tre fuglereservater blev oprettet 1. juni 1973. Oprettelsen af nationalparkerne har til formål
 at
| Citat | bevare et stort, sammenhængende og i det væsentligste uberørt arktisk kyst- og fjordlandskab med intakte naturtyper, økosystemer, arter, naturlige økologiske processer, landskabselementer og kulturminder som referenceområde for naturforskning og for oplevelse af Svalbards natur- og kulturarv. | Citat |
|       | |       |

Nordre Isfjorden nasjonalpark ligger langs fjorde og øer på nordkysten af Isfjorden og omfatter Boheman fuglereservat ved vestudmundingen af Nordfjorden. Nordre Isfjorden nasjonalpark dækker et område på 2.952,1 km², hvoraa landarealet udgør cirka 2.047 km² og det marine areal cirka 905 km². Nordre Isfjorden nasjonalpark strækker sig fra St. Jonsfjorden (Forlandsundet) i vest til Dicksonfjorden i øst, over Oscar II Land, James I Land og den vestlige del af Dickson Land. Den vigtigste fjord er Nordfjorden, som ligger midt i parken, og som er en nordlig arm af Isfjorden, der længst inde deler sig i Ekmanfjorden og Dicksonfjorden.
Nordre Isfjorden nasjonalpark har store strandsletter, der overvejende er dækket af marine aflejringer. Coraholmen og Flintholmen i Ekmanfjorden har helt specielle landskaber forårsaget af Sefströmbreen og sandsynligvis opstået i 1896. Fjeldformationerne Skansen og Alkhornet (616 moh. på sydpynten af Oscar II Land ved Isfjordens udmunding) er karakteristiske landskabsformer med betydelige fuglefjelde.
Sassen-Bünsow Land nasjonalpark ligger i et dal- og fjeldområde med brede elve inderst i Isfjorden. Sassen-Bünsow Land nasjonalpark dækker et område på 1.230,57 km², hvoraf landarealet er på cirka 1.157 km² og det marine areal på cirka 73 km². Den ligger ca. 15 km nord for nordgrænsen af Nordenskiöld Land nasjonalpark. Sassen-Bünsow Land nasjonalpark udgøres i hovedtrak af de tre områder Sassendalen, Tempelfjorden og Bünsow Land med Gipsdalen, samt de tilstødende isdækkede fjeld- og bræområder i øst. Gipsdalen og fjeldene ved Tempelfjorden har geologiske forekomster af gips. I vest er østbredden af Billefjorden dens afgrænsning, og herfra kan man se over fjorden til den nedlagte, russiske bebyggelse Pyramiden. Parken strækker sig op til vandskellet mod øst, men går ikke helt ned til østkysten af Spitsbergen og Barentshavet. Umiddelbart vest for parken ligger Gåsøyane fuglereservat, som næsten tangerer den vestligste grænselinje for Sassen-Bünsow Land nasjonalpark ude i Isfjorden (Sassenfjorden).
Sassen-Bünsow Land nasjonalpark har betydelige arealer med fine kvartærgeologiske dannelser, bl.a. marine aflejringer og elvaflejringer. Nordsiden af selve Sassendalen har en række slugter (canyons). En af Svalbards højeste fosser findes yderst i Eskerdalen, hvor Sassendalen udmunder. Der er lag af yngre tiders sedimenter og bjergarter i området. Fjeldformationen Templet er et velkendt og let synligt, særegent landskabselement. Fjeldene i området har store nedskridningskegler. Øst for Tempelfjorden ligger tre isbræer (nævnt fra sydr til nord): Fimbulisen, Von Postbreen og Filchnerfonna.
Festningen geotopvernområde er et geotopbeskyttelsesområde, som omfatter det nordvestlige hjørne af Nordenskiöld Land fra Grønfjorden til Lewinodden. Geotopbeskyttelsesområdet udgør godt 14 km² landareal (bræer og ferskvand inklusive) og ca. 3 km² marint areal. Formålet med fredningen er at bevare et område med værdifulde geologiske og kvartærgeologiske forekomster, herunder Festningsprofilet, der er en af Svalbards mest kendte og komplette geologiske referenceprofiler.

## Tidslinje
- 1906 – Longyearbyen grundlægges af John Munroe Longyear
- 1910 – Pyramiden bliver grundlagt af svenske interesser
- 1911 – Spitsbergen radio anlagt i Grønfjorden
- 1916 – Longyearbyen med miner og bygninger bliver købt af Store Norske Spitsbergen Kulkompani
- 1917 – Moskushamn blev etableret
- 1927 – Pyramiden sælges til det sovjetiske selskab Trust Arktikugol
- 1930 – Isfjord radio oprettes yderst i fjorden for at sikre skibsfarten til minehavnene
- 1973 – Fuglereservaterne Boheman fuglereservat, Gåsøyane fuglereservat og Kapp Linné fuglereservat oprettes
- 1997 – Den globale satellitstation Svalsat etableres på Platåberget
- 1998 – Minedriften nedlægges og Pyramiden fraflyttes
- 2003 – Nationalparkerne Sassen-Bünsow Land nasjonalpark og Nordre Isfjorden nasjonalpark oprettes 26. september
- 2003 – Fiberkabel til tele, fjernsyn og satellitdata lægges på havbunden fra fjorden og til Tromsø